# TV Oranje
TV Oranje is een Nederlandse digitale commerciële televisiezender die 24/7 uitzendt. De nadruk van de zender ligt op Nederlandstalige muziek uit Nederland en België, maar ook anderstalige nummers van Nederlandse artiesten/bands staan in de programmering. Verder zendt het ook, zij het beperkt, Nederlands cabaret en Nederlandse kindertelevisie uit, zoals Kids for Animals. Het hoofdkantoor van de zender is gevestigd in Steenwijk. 
De zender begon met uitzenden op 5 oktober 2005 en is anno juni 2006 in 2/3 van Nederland te zien in het digitale pakket van de kabelaars. Ook via de satelliet is de zender te ontvangen, gratis via positie Eutelsat 9° Oost en betaald via de providers CanalDigitaal en TV Vlaanderen. TV Oranje werd opgericht door media-ondernemers Gerard Ardesch uit Steenwijk en Jur Bron uit Drachten. Belangrijke spil en gezicht van de zender was de muziekdirecteur Krijn Torringa, onder meer bekend Veronica en van het oude muziekprogramma Hollands Glorie. Hij overleed op 16 augustus 2006 aan de gevolgen van keelkanker.
Naast de televisiezender beheert TV Oranje een webwinkel op internet met daarin vele CD's en DVD's van Nederlandse en Belgische artiesten en bands. Tevens is het mogelijk om via internet te stemmen op favoriete clips/artiesten.
In 2009 deed RTV-Oranje met behulp van TV Oranje een poging om in het publieke bestel te komen. Voorzitter van RTV-Oranje was zanger/entertainer Hans Versnel.